# O Massacre de Quio
O Massacre de Quio, pintado por Eugène Delacroix, retrata um episódio tenebroso da guerra travada entre a Turquia e a Grécia, quando os turcos, com extrema crueldade, abusaram de mulheres idosas, mães e crianças, e os sobreviventes foram obrigados a deixar a ilha de Quio. O episódio aconteceu durante a Guerra da Independência da Grécia na cidade de Quio que buscava se libertar dos turcos, no ano de 1822 e estima-se que cerca de 50 mil pessoas morreram por conta das batalhas. 
Embora a pintura de Delacroix retratasse um fato ocorrido, o objetivo maior de sua obra é simbólico: mostrar a injustiça e a violência advindas da guerra. 
Na composição, a mobilidade dos vencidos contrasta com a movimentação dos vencedores. As vítimas da barbaridade estão arrasadas, com expressões desanimadas e alguns mortos. Mesmo assim, os carrascos fazem questão de mostrar sua força, como é o caso da mulher que é arrastada pelo turco em seu cavalo.  O turco que está montado no cavalo tem uma expressão de desprezo pelos gregos. 